# Lipova (Vrnjačka Banja)
Pour les articles homonymes, voir Lipova.
Lipova (en serbe cyrillique : Липова) est un village de Serbie situé dans la municipalité de Vrnjačka Banja, district de Raška. Au recensement de 2011, il comptait 932 habitants.

## Démographie

### Évolution historique de la population
| 1948 | 1953 | 1961 | 1971 | 1981 | 1991 | 2002 | 2011 |
| ---- | ---- | ---- | ---- | ---- | ---- | ---- | ---- |
| 553  | 592  | 583  | 640  | 762  | 954  | 955  | 932  |

|  |